# Janová
Janová é uma comuna checa localizada na região de Zlín, distrito de Vsetín.